# Дюмбьер
Дюмбьер (словац. Ďumbier) — горная вершина в Словакии.
Гора расположена в центральной части страны в горном массиве Низкие Татры. Является высшей точкой Низких Татр.
Высота над уровнем моря — 2043 м. Популярный туристический объект.